# Altes Hafenamt Dortmund

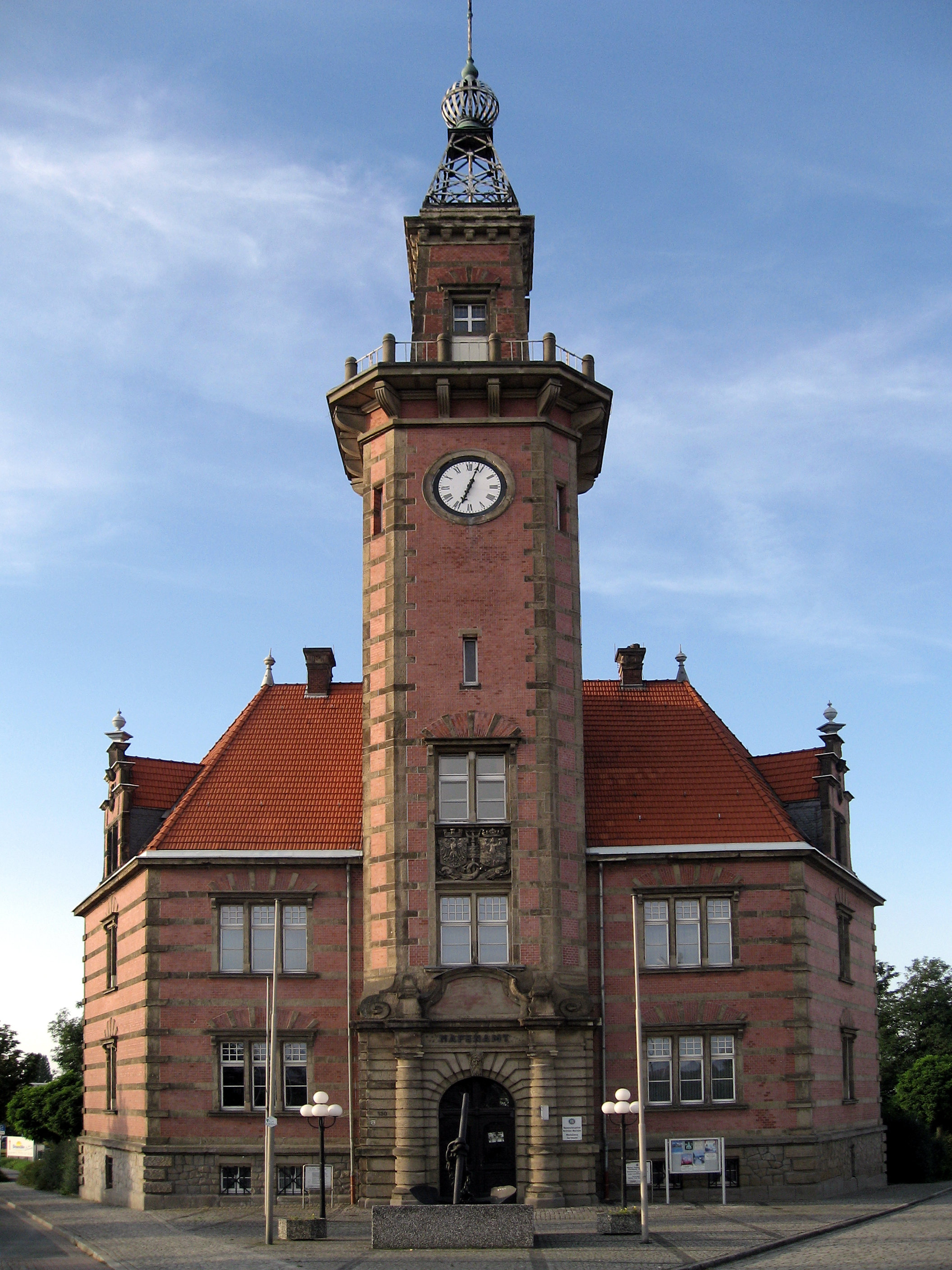
Altes Hafenamt Dortmund

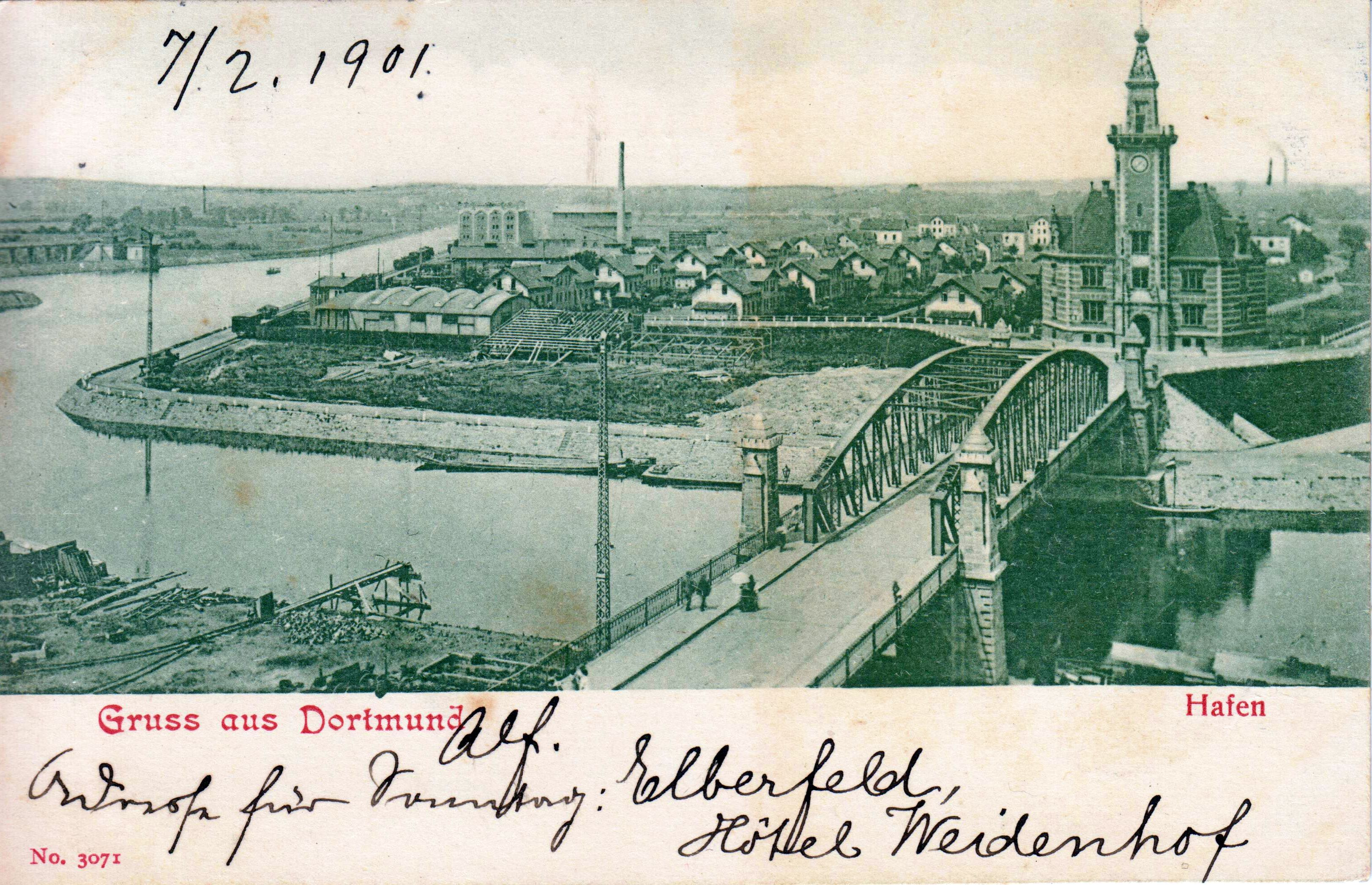
Ansicht zur Eröffnung mit Union-Vorstadt

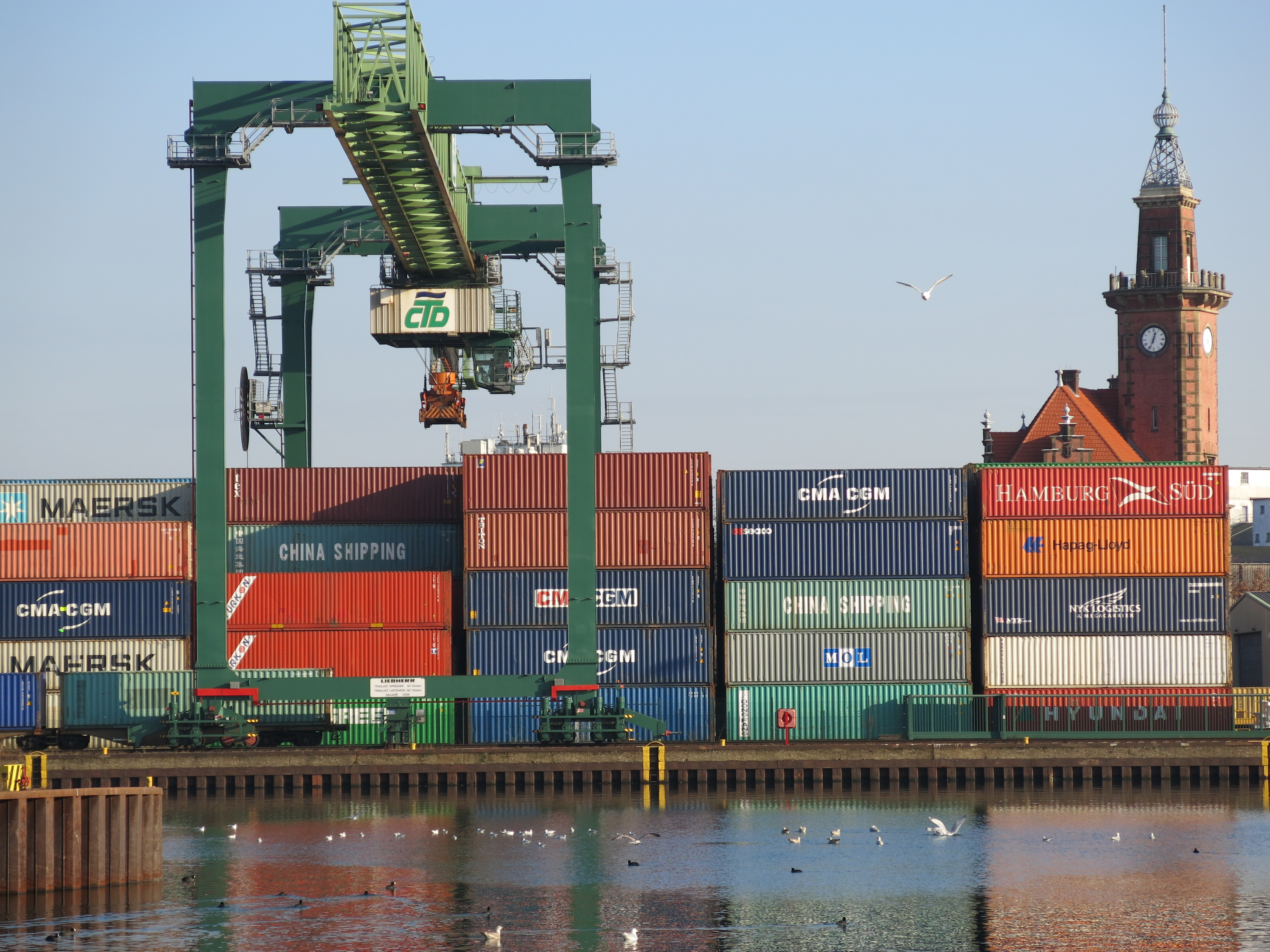
Containerterminal mit Hafenamt im Hintergrund

Das Alte Hafenamt Dortmund wurde 1898 im Stil der Neorenaissance im neu gegründeten Hafen Dortmund nach Plänen des Architekten und Stadtbauinspektors Friedrich Kullrich errichtet. Als Hafenverwaltung wurde das Gebäude bis zum Jahr 1962 genutzt. Von 1982 bis 1987 wurde es aufwändig restauriert und ist heute eines der wenigen öffentlichen Häuser in Dortmund aus der Wilhelminischen Zeit.
Das als Landmarke, mit seinem 38 Meter hohen Turm, weithin sichtbare Gebäude beherbergt in seiner Flurhalle einen Mosaikboden, auf dem eine mittelalterliche Kogge mit gehissten Segeln abgebildet ist. Auf dem Segel findet sich der Dortmunder Adler und an der Mastspitze weht der rot-weiße Wimpel der Stadt. Ein von Dreiviertelsäulen umrahmtes Portal endet in einem ausgemeißelten Neptunkopf. Über dem Gesims enthält eine Gedenkplatte aus Granit in einem Bronzerelief das Bildnis von Wilhelm II. und erinnert so an den Besuch des deutschen Kaisers am 11. August 1899. Unter der Brüstung des Turmzimmers finden sich, von Delphinen getragen, die Wappen der Städte Emden und Dortmund.
Heute befinden sich im denkmalgeschützten Gebäude Räumlichkeiten der Wasserschutzpolizei und das mit der ursprünglichen Ausstattung erhaltene Kaiserzimmer.
Das Alte Hafenamt ist als Baudenkmal in die Denkmalliste der Stadt Dortmund eingetragen und Teil der Route der Industriekultur.

## Galerie

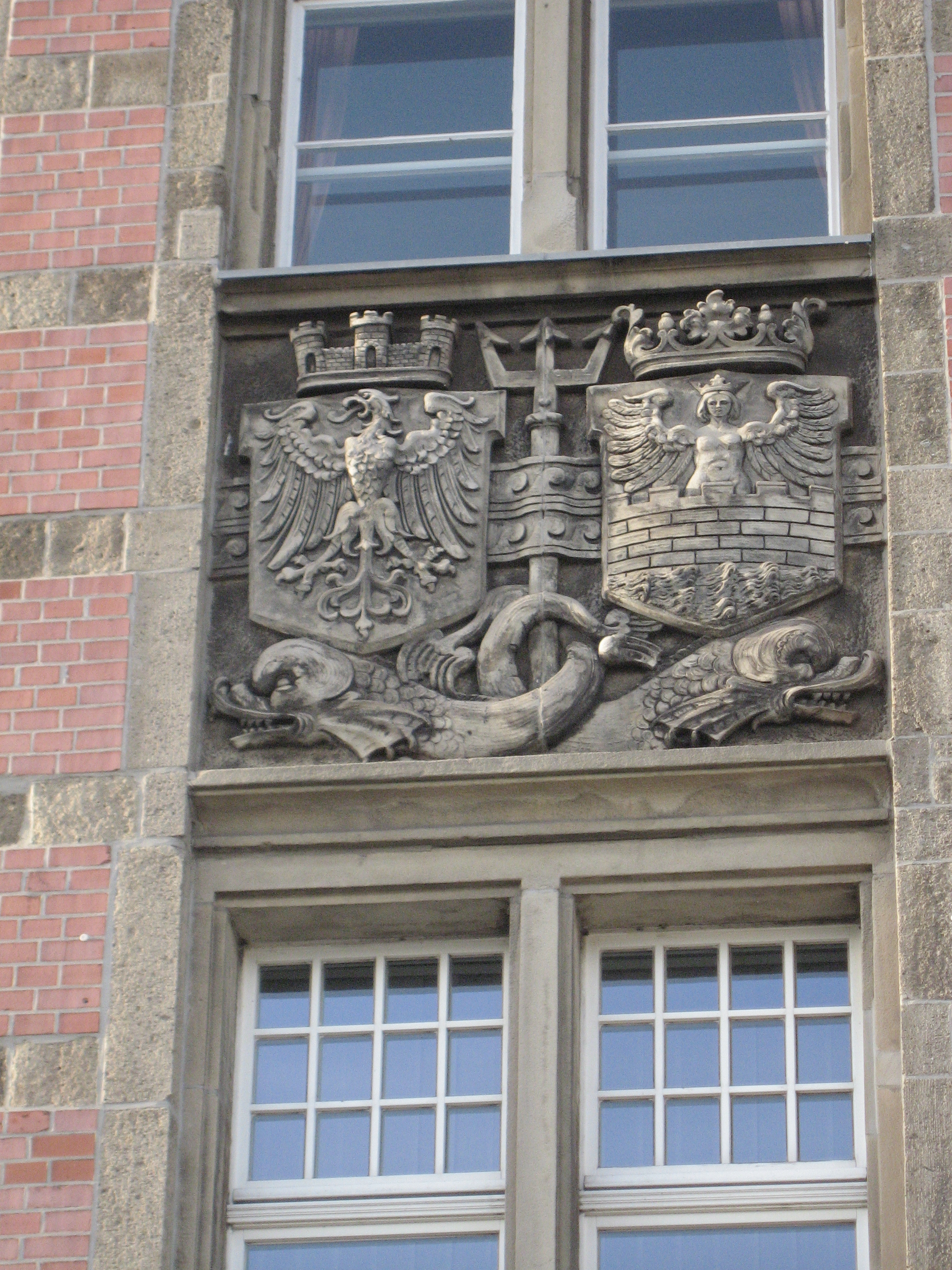
Wappen der Städte Dortmund und Emden am Hafenamt
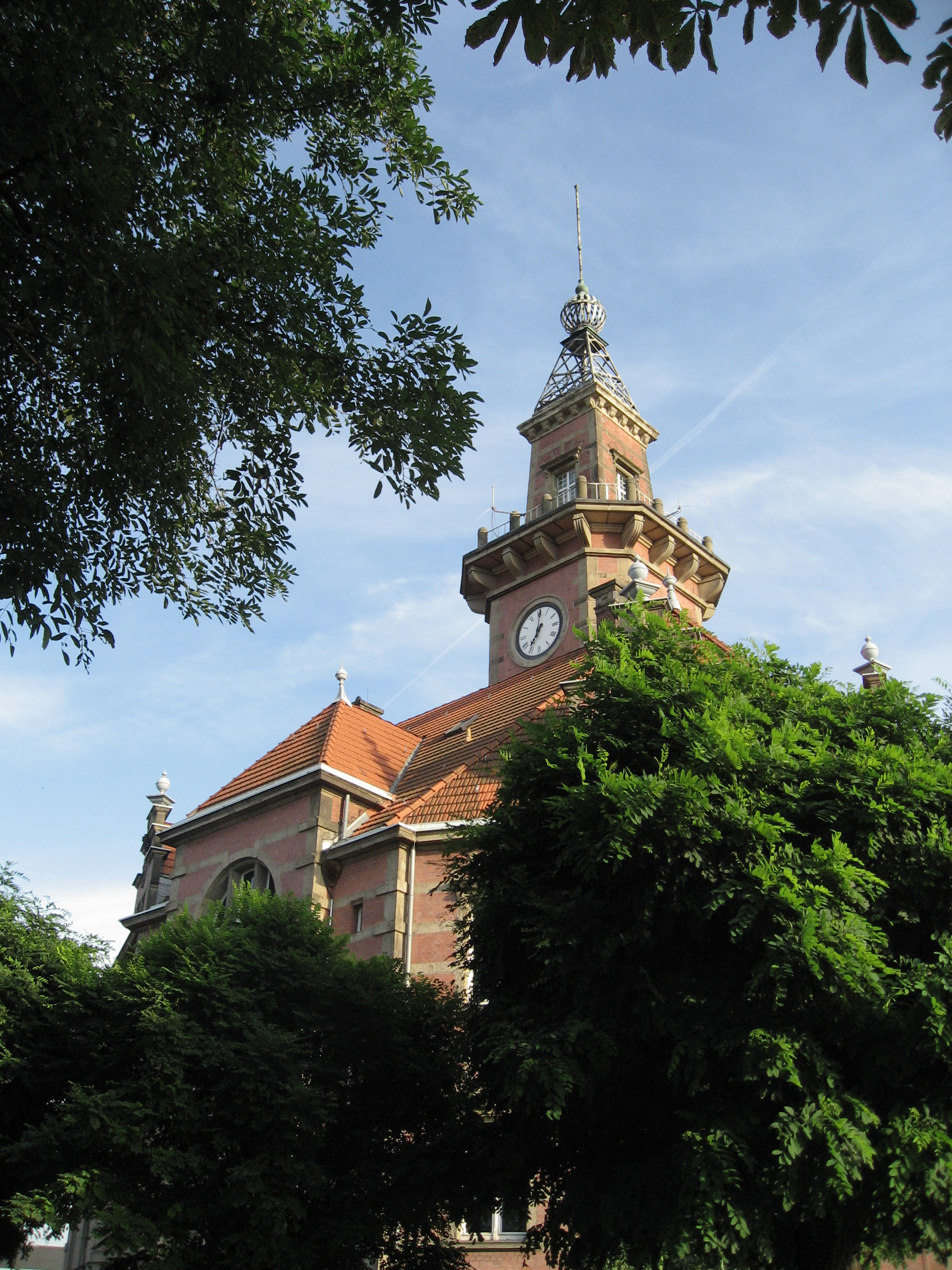
Das Hafenamt von Norden
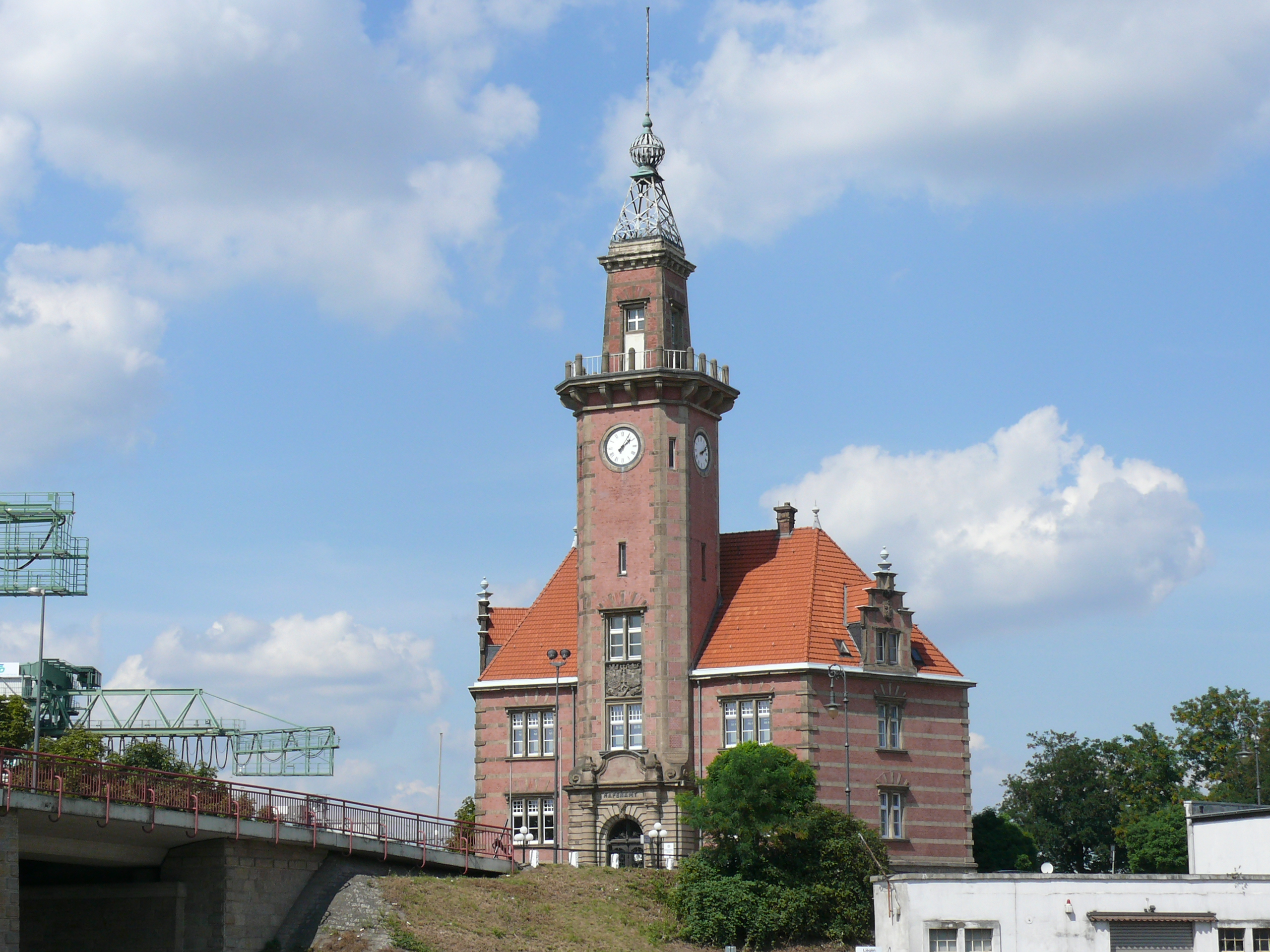
Von Süden